# 불임충 방사법

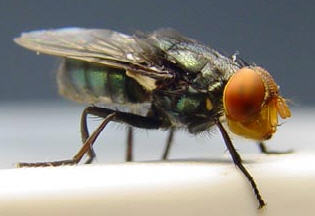
나선구더기파리는 통합적인 광역 접근 방식을 사용하여 불임 곤충 기술을 통해 지역에서 성공적으로 박멸된 최초의 유해 생물이었다.

불임충 방사법(SIT)은 생물적 방제의 일종으로, 압도적인 수의 불임곤충을 야생에 방사하는 방법이다. 방사되는 곤충은 비용 효율성이 높고, 암컷은 경우에 따라 작물에 알을 낳아 피해를 주거나, 모기의 경우 사람의 피를 빨아먹을 수 있으므로 가급적 수컷이어야 한다. 불임 수컷은 번식 가능한 수컷과 암컷과의 짝짓기를 두고 경쟁한다. 불임 수컷과 짝짓기한 암컷은 새끼를 낳지 못하므로 다음 세대의 개체군을 감소시킨다. 불임 곤충은 자가 복제하지 않으므로 환경에 정착할 수 없다. 낮은 개체 밀도에서 불임 수컷을 반복적으로 방사하면 해충 개체군을 더욱 감소시키고 고립된 경우에는 박멸할 수 있지만, 밀도 높은 표적 개체군에서 비용 효율적인 통제는 불임 수컷 방사 전에 개체군 억제가 선행되어야 한다.
이 기술은 나선구더기파리(Cochliomyia hominivorax)를 북미와 중미에서 성공적으로 박멸하는 데 사용되었다. 과실파리과 해충, 특히 지중해과실파리(Ceratitis capitata)와 멕시코과실파리(Anastrepha ludens)를 통제하는 데 많은 성공을 거두었다. 이 기술이 퀸즐랜드과실파리(Bactrocera tryoni)를 퇴치하는 데 얼마나 효과적인지 판단하기 위한 활발한 연구가 진행 중이다.
불임은 곤충의 생식 세포에 엑스선 방사선을 조사하는 효과를 통해 유도된다. SIT는 형질전환(유전공학) 과정을 통해 변형된 곤충을 방사하는 것을 포함하지 않는다. 또한, SIT는 비토착종을 생태계에 도입하지 않는다.

## 역사
불임 수컷의 사용은 1940년 러시아의 유전학자 알렉산드르 세르게예비치 세레브로프스키에 의해 처음 기술되었지만, 영어권에서는 독립적으로 아이디어를 내고 1950년대경 실용적으로 적용했다. 레이먼드 부시랜드와 에드워드 크니플링은 온혈동물, 특히 소를 잡아먹는 나선구더기를 박멸하기 위해 SIT를 개발했는데, 이는 암컷 나선구더기가 단 한 번만 짝짓기를 하기 때문에 효과적이었다. 이 파리들의 유충은 열린 상처를 침범하여 동물의 살을 파고들어 감염된 소를 10일 이내에 죽게 한다. 1950년대에 나선구더기는 미국의 육류 및 유제품 공급에 연간 2억 달러 이상의 손실을 초래할 것으로 예상되었다. 나선구더기 구더기는 사람의 살을 기생하기도 한다.

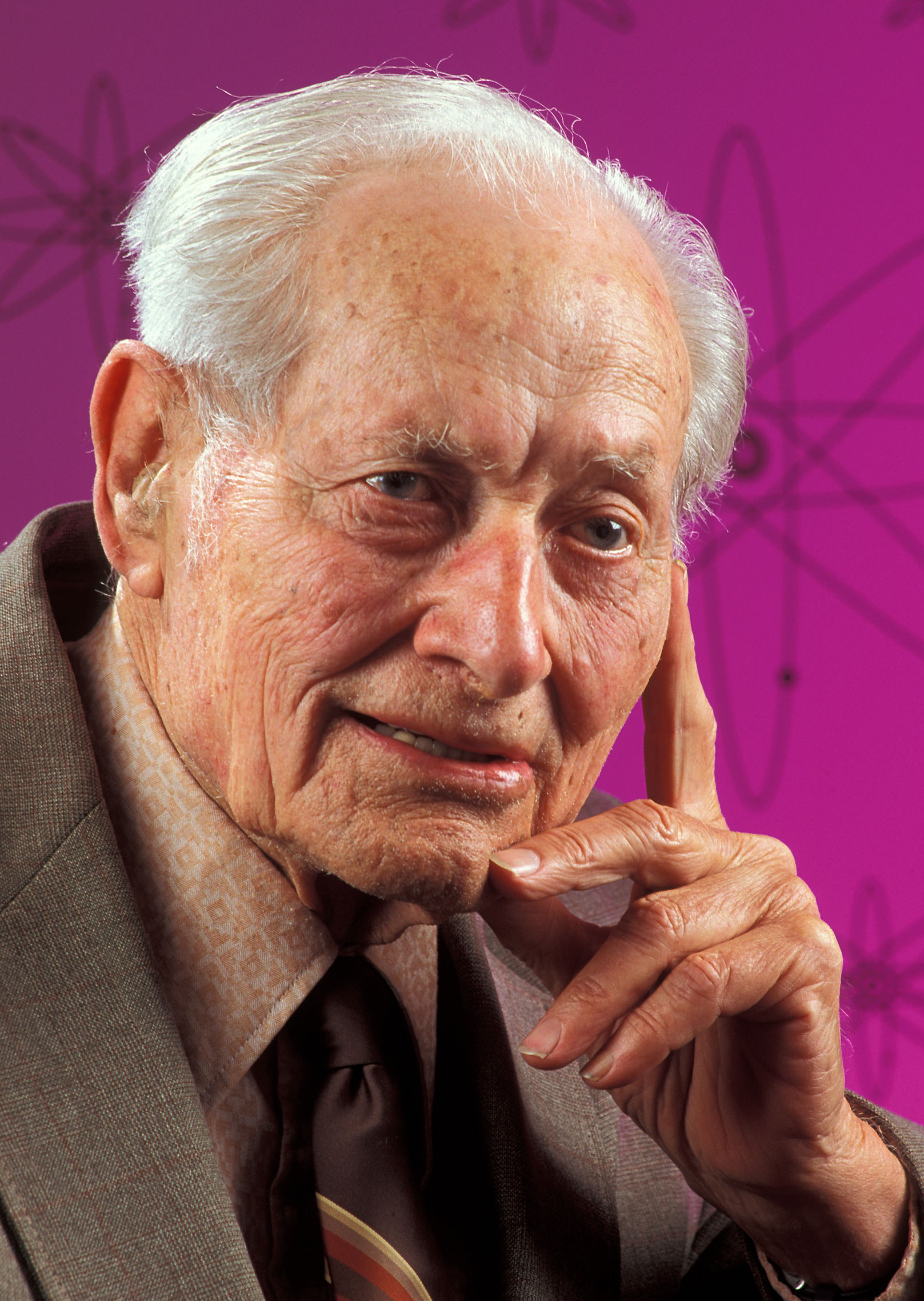
곤충학자 에드워드 F. 크니플링

부시랜드와 크니플링은 1930년대 후반 미국 농무부 텍사스주 메나드 연구소에서 일하면서 화학 살충제의 대안을 찾기 시작했다. 그 당시 나선구더기는 미국 남부 전역의 가축 떼를 황폐화시키고 있었다. 붉은 고기와 유제품 공급은 멕시코, 중앙아메리카, 남아메리카 전역에 영향을 미쳤다.
크니플링은 해충의 번식 주기를 끊는 자가살충 이론을 개발했다. 크니플링의 이론에 대한 부시랜드의 열정은 두 사람이 "공장" 환경에서 파리를 사육하는 방법과 파리를 불임화하는 효과적인 방법을 찾도록 이끌었다.
그들의 작업은 제2차 세계 대전으로 중단되었지만, 1950년대 초 플로리다주새니벨섬의 나선구더기 개체군에 대한 성공적인 시험으로 노력을 재개했다. 불임 곤충 기술은 효과가 있었다. 엑스선으로 불임화된 파리를 사용하여 거의 박멸에 가까운 성공을 거두었다.

### 성공 사례

지도는 나선구더기파리의 현재 (주황색) 및 이전 (노란색) 분포 지역과 대략적인 계절별 확산 지점을 보여준다.

1954년, 이 기술은 베네수엘라 연안의 176-제곱마일 (460 km2) 넓이의 퀴라소 섬에서 나선구더기를 박멸하는 데 사용되었다. 나선구더기는 7주 만에 박멸되었고, 육류와 우유의 공급원이었던 국내 염소 (동물) 떼를 구했다.
1950년대 후반부터 1970년대까지 SIT는 미국에서 나선구더기 개체군을 통제하는 데 사용되었다. 1980년대에는 멕시코와 벨리즈가 SIT를 통해 나선구더기 문제를 해결했다. 1990년대에는 중앙아메리카 전역에서 박멸 프로그램이 진행되었고, 이어서 파나마에 생물학적 장벽을 설치하여 남부로부터의 재감염을 막았다. 지도는 나선구더기파리의 현재 및 이전 분포 지역과 대략적인 계절별 확산 지점을 보여준다.
1991년, 크니플링과 부시랜드의 기술은 북아프리카에서 발생한 신세계 나선구더기의 심각한 발병을 막았다. 멕시코, 플로리다, 캘리포니아의 지중해과실파리 퇴치 프로그램은 SIT를 사용하여 파리 없는 상태를 유지하고 있다. 이 기술은 오키나와현에서 멜론파리를 박멸하는 데 사용되었고, 아프리카에서 체체파리와의 싸움에도 사용되었다.
이 기술은 가축, 과일, 채소, 섬유 작물을 위협하는 곤충을 억제해왔다. 이 기술은 환경적 특성으로 찬사를 받았다. 잔류물을 남기지 않으며 비표적 종에 대한 (직접적인) 부정적인 영향이 없다.
이 기술은 세계 인구에게 식량을 공급하기 위한 농산물 보호에 큰 도움이 되었다. 부시랜드와 크니플링 모두 지도력과 과학적 업적으로 1992년 세계 식량상을 포함한 세계적인 인정을 받았다. 이 기술은 전 미국 농업부 장관오빌 프리먼에 의해 "20세기 최고의 곤충학적 업적"으로 평가받았다.
사우스오스트레일리아주는 2016년부터 원예 해충을 통제하고 궁극적으로 박멸하기 위한 프로그램의 일환으로 여름 성수기 동안 매주 수천만 마리의 불임 과실파리를 생산하고 있다.

## 아프리카 수면병
수면병 또는 아프리카 수면병은 인간에게 발생하는 기생충성 질병이다. 파동편모충속에 속하는 원생동물에 의해 발생하며 체체파리에 의해 전파되는 이 질병은 사하라 이남 아프리카 지역, 약 36개국 및 6천만 명의 인구에 풍토병으로 존재한다. 매년 약 5만 명에서 7만 명이 감염되고 약 4만 명이 사망한다. 가장 최근의 세 차례의 유행병은 1896년~1906년, 1920년, 1970년에 발생했다.
체체파리 연구에 따르면 암컷은 일반적으로 한 번(가끔 두 번)만 짝짓기를 한다. 연구 결과 이 과정이 재앙을 막는 데 효과적이라는 것이 밝혀졌다.

## 성공적인 프로그램
- 나선구더기파리(Cochliomyia hominivorax)는 미국, 멕시코, 중앙아메리카, 푸에르토리코, 리비아에서 박멸되었다.[7]
- 멕시코과실파리(Anastrepha ludens, 로)는 멕시코 북부 대부분 지역에서 박멸되었다.
- 체체파리는 1998년 잔지바르에서,[8] 2014년 세네갈에서 박멸되었다.[9][10]
- 지중해과실파리(메드플라이, Ceratitis capitata, 위데만)는 칠레 북부와 아르헨티나, 페루, 멕시코 남부에서 박멸되었다. 크로아티아, 이스라엘, 남아프리카, 스페인, 미국 등 과일 생산 지역에서 SIT를 통해 억제되고 있다.
- 사과애모무늬잎말이나방(Cydia pomonella)은 캐나다 브리티시컬럼비아 일부 지역에서 효과적으로 억제되고 있다.[11]
- 분홍볼구멍나방(Pectinophora gossypiella)은 미국 남서부와 멕시코 북서부에서 박멸되었다.
- 거짓사과애모무늬잎말이나방(Thaumatotibia leucotreta)은 남아프리카 일부 지역에서 효과적으로 억제되고 있다.
- 선인장나방(Cactoblastis cactorum)은 멕시코 유카탄에서 발생한 대규모 확산에서 박멸되었다.
- 멜론파리(Bactrocera cucurbitae, 코퀼레트)는 오키나와현에서 박멸되었다.[12]
- 양파파리(Delia antiqua)는 네덜란드의 양파 생산 지역에서 관리되고 있다.[13]
- 고구마바구미(Cylas formicarius)는 쿠메섬[14]과 쓰켄섬[15] 오키나와 일본에서 박멸되었다.

## 목표
- 얼룩날개모기모기 – 말라리아[16] 벡터, 예: 아노펠레스 아라비엔시스.
- 체체파리 (Glossina spp.) – 인간의 아프리카 수면병과 가축의 나가나병 벡터.
- 뉴질랜드 오클랜드 (뉴질랜드)의 페인티드 애플 나방
- 이집트숲모기[17]와 흰줄숲모기모기, 사상충증, 뎅기열, 황열, 치쿤구니야열, 지카바이러스의 벡터[18][19]
- 지중해과실파리(Ceratitis capitata), 카리브해과실파리(Anastrepha suspensa), 멕시코과실파리(Anastrepha ludens) 등 아메리카 대륙의 과실파리종, 오스트레일리아의 퀸즐랜드과실파리(Bactrocera tryoni), 하와이주의 동양과실파리(Bactrocera dorsalis) 및 오스트레일리아, 아시아, 오세아니아 전역의 여러 Bactrocera 종: FAO/IAEA[20]는 전 세계에 39개의 SIT 시설(DIR-SIT)[21]을 나열하고 있으며, 대량 생산 및 방사선량(IDIDAS)[22]에 대한 정보 검색을 돕는다. 여기에는 일반 상품군의 소독에 필요한 방사선량과 SIT를 통한 해충 방제를 위해 불임을 유도하는 데 사용되는 방사선량에 대한 데이터가 포함된다.
- 일본 오키나와 쓰켄섬의 서인도고구마바구미.

## 불임 곤충의 국경 간 운송 역사
불임 곤충의 국경 간 운송은 60년(1963년 이후) 동안 계속적으로 이루어졌다. 운송된 불임 곤충의 총 수는 25개국 50개 불임 곤충 공장에서 23개 수령국으로 수천 건의 국경 간 운송을 통해 1조 마리 이상으로 추정된다. 이 긴 기간과 많은 선례 동안 가능한 위험과 관련된 문제는 확인되지 않았으며, 따라서 불임 곤충의 운송은 어떤 규제 조치에도 적용된 적이 없다. 이 표는 1963년 멕시코 몬테레이에서 미국 텍사스로 불임 멕시코과실파리(Anastrepha ludens, Loew) 운송으로 시작된 국경 간 운송의 역사를 보여준다.

## 단점
- 불임 곤충을 사용하기 전에 개체군을 억제하기 위해 자연적으로 개체군이 적은 시기나 반복적인 살충제 처리가 필요한 경우가 있다.
- 성별 분리는 어려울 수 있지만,[17] 지중해과실파리처럼 유전적 성별 분류 시스템이 개발된 경우에는 대규모로 쉽게 수행할 수 있다.
- 방사선, 운송 및 방사 처리는 수컷의 짝짓기 적합성을 감소시킬 수 있다.
- 이 기술은 종 특이적이다. 예를 들어, 이 기술은 경제적으로 중요한 6종의 체체파리 각각에 대해 별도로 구현되어야 한다.
- 대량 사육 및 방사[24][25]는 정밀한 공정을 요구한다. 예상치 못하게 번식 가능한 수컷이 방사되었을 때 실패 사례가 발생했다.
- 광역 접근 방식이 더 효과적이다. 통제 구역 외부에서 야생 곤충이 유입되면 문제가 재발할 수 있기 때문이다.
- 충분한 불임 곤충을 생산하는 비용은 일부 지역에서 부담스러울 수 있지만[26] 규모의 경제로 인해 감소한다.

## 결론 및 전망
유전자 변형 생물 (형질전환 생물)에 기반한 생명공학적 접근 방식은 아직 개발 중이다. 그러나 이러한 생물을 자연에 방출하는 것을 허가할 법적 틀이 존재하지 않으므로, 방사선을 통한 불임화가 가장 많이 사용되는 기술로 남아 있다. 2002년 4월 8일부터 12일까지 로마 FAO 본부에서 "식물 보호를 위한 형질전환 절지동물 사용의 현황 및 위험 평가"에 대한 회의가 개최되었다. 이 회의의 결과물은 북미 식물 보호 기구(NAPPO)에서 "형질전환 절지동물 수입 및 제한적 야외 방출 지침"에 대한 NAPPO 지역 표준 No. 27을 개발하는 데 사용되었으며, 이는 형질전환 절지동물 사용의 합리적인 개발을 위한 기반을 제공할 수 있다.

## 경제적 이점
경제적 이점이 입증되었다. 나선구더기 박멸이 북미와 중앙아메리카 가축 산업에 미치는 직접적인 이점은 연간 15억 달러 이상으로 추정되며, 이는 반세기 동안의 투자액 약 10억 달러와 비교된다. 멕시코는 연간 약 2천 5백만 달러를 투자하여 30억 달러 이상의 과일 및 채소 수출 시장을 보호한다. 칠레의 과일 수출 시장은 메드플라이가 박멸되면서 5억 달러까지 확대된 것으로 추정된다. 광역 기반으로 대규모 사육 과정을 통해 SIT가 구현될 경우, 환경적 이점 외에도 기존 방제법과 비용 경쟁력이 있다.

## 식물 관련 기술
SIT와 유사한 기술이 최근 방사선 조사된 꽃가루를 사용하여 잡초에 적용되었으며, 그 결과 발아하지 않는 변형된 씨앗이 생성되었다.

## 같이 보기
- 곤충의 유전적 불임
- 유전자 드라이브
- 유전자 변형 곤충